# Aigrefeuille-sur-Maine
Aigrefeuille-sur-Maine é uma comuna francesa na região administrativa do País do Loire, no departamento de Loire-Atlantique. Estende-se por uma área de 14.58 km². Em 2010 a comuna tinha 4 103 habitantes (densidade: 281,4 hab./km²).